# Quake: Dissolution of Eternity
Quake: Dissolution of Eternity — второе официальное дополнение для компьютерной игры Quake, разработанное Rogue Entertainment под руководством id Software. Представляет собой набор новых миссий и локаций. Продолжает сюжетную историю, добавляя два новых эпизода (16 уровней), а также новые виды монстров и новое оружие. После того, как в 2008 году все игры id Software стали доступными в системе цифровой дистрибуции Steam, у игроков вновь появилась возможность легально приобрести эту игру.

## Новое оружие
В игре нет абсолютно новых видов вооружения, только переработанное или улучшенное старое оружие.
- Огненные гвозди — лавовые гвозди для Гвоздемёта. Наносят примерно в 2 раза больше урона по сравнению с обычными боеприпасами.
- Мульти-гранаты — один выстрел выпускает несколько гранат.
- Мульти-ракеты — аналогичен Мульти-гранатам, только вместо гранат — ракеты.
- Супер-плазма — плазмо-электрический заряд, является подобием BFG 9000 из игры Doom. Принцип действия, тем не менее, напоминает ракеты (присутствует взрывная волна). Урон не фокусирован на расстоянии от цели до эпицентра взрыва.

## Новые предметы
- Антигравитация — антигравитационный пояс, позволяет запрыгивать на ранее недоступные места.
- Дополнительная броня — дополнительная защита.

## Новые монстры
- Призрачные рыцари — почти полностью невидимые противники. Видно лишь свечение и меч.
- Электрические угри — электрические угри, обитают в воде. На их присутствие указывает звук, напоминающий кипящую воду.
- Каменные рыцари— по силе сравнимы с обычными Рыцарями из оригинальной Quake, однако изначально стоят в виде ни на что не реагирующих неуязвимых статуй, а когда они «оживают», раздаётся характерный звук.
- Адский сгусток — улучшенная версия Сгустка из оригинальной Quake.
- Мульти-гранатный огр — огр, использующий вместо обычных гранат мульти-гранаты.
- Улучшенная летающая кобра — летающая кобра, стреляющая в игрока самонаводящимися снарядами. После смерти взрывается.
- Повелитель — лидер Улучшенных Летающих кобр, финальный монстр первого эпизода, встречается позже и во втором эпизоде, скелетоподобное одетое существо, атакующее энергетическими шарами, преследующими героя; взрывается при уничтожении.
- Стражи
- Дракон Ужаса — огромный летающий дракон. Обитает в своей пещере и атакует целым арсеналом оружия.

## Оценки
| Русскоязычные издания | Русскоязычные издания |
| Издание               | Оценка                |
| --------------------- | --------------------- |
| Game.EXE              | 85 %                  |
| «Страна игр»          | 8 из 10               |